# Матвеевит
Матвееви́т — водный фосфат K, Ti, Mn, Fe. Mg-Al-разновидность минерала бенякарит. Первоначально утверждён (1991), но впоследствии дискредитирован (2006) КНМ ММА в качестве самостоятельного минерального вида.

## Общие сведения
Найден Б. В. Чесноковым в 1979 году в жиле гранитного пегматита копи № 232 Ильменского заповедника и назван в честь К. К. Матвеева (1875—1954), профессора Свердловского горного института, известного советского минералога, основателя уральской минералогической школы. Матвеевит, наряду с другими фосфатами, входит в состав продуктов изменения триплита, образующего гнездо возле кварцевого ядра пегматитовой жилы.